# Ladies European Tour 2015
Le circuit de la Ladies European Tour 2015 est le circuit européen de golf féminin qui se déroule sur l'année 2015. L'évènement est organisé par le Ladies European Tour, dont la plupart des tournois se tiennent en Europe. La saison s'articule autour de vingt-deux tournois dont les deux tournois majeurs que sont l'Evian Masters et l'Open britannique.

## Calendrier 2015[1]
| Dates            | Tournoi                                 | Vainqueur               | Notes                                        |
| ---------------- | --------------------------------------- | ----------------------- | -------------------------------------------- |
| 12-15 fév.       | Volvik RACV Ladies Masters              | Su-Hyun Oh              | au calendrier de l'ALPG Tour                 |
| 19-22 fév.       | Open d'Australie                        | Lydia Ko                | au calendrier de l'ALPG Tour et du LPGA Tour |
| 27 fév.-1er mars | Open de Nouvelle-Zélande                | Lydia Ko                | au calendrier de l'ALPG Tour                 |
| 12-15 mars       | Championnats du monde de golf féminin   | Ryu So-yeon             |                                              |
| 26-29 mars       | Lalla Meryem Cup                        | Gwladys Nocera          |                                              |
| 7-10 mai         | Buick Invitational                      | Shanshan Feng           |                                              |
| 17-20 mai        | Turkish Airlines Ladies Open            | Melissa Reid            |                                              |
| 19-21 juin       | Deloitte Ladies Open                    | Christel Boeljon        |                                              |
| 2-5 juil.        | ISPS Handa Ladies European Masters      | Beth Allen              |                                              |
| 24-26 juil.      | Open d'Écosse                           | Rebecca Artis           |                                              |
| 30 juil.-2 août  | Open britannique                        | Inbee Park              | au calendrier du LPGA Tour                   |
| 7-9 août         | Pilsen Golf Masters                     | Hannah Burke            |                                              |
| 3-6 sept.        | Open d'Helsingborg                      | Nicole Broch Larsen     |                                              |
| 10-13 sept.      | The Evian Championship                  | Lydia Ko                | au calendrier du LPGA Tour                   |
| 18-21 sept.      | Solheim Cup                             | États-Unis              |                                              |
| 24-27 sept.      | Open de France Féminin                  | Céline Herbin           |                                              |
| 8-11 oct.        | Xiamen Orient International Ladies Open | Hye In Yeom             | au calendrier du Ladies Asian Golf Tour      |
| 23-25 oct.       | Hero Women's Indian Open                | Emily Kristine Pedersen | au calendrier du Ladies Asian Golf Tour      |
| 6–8 nov.         | Sanya Ladies Open                       | Xi Yu Lin               | au calendrier du Ladies Asian Golf Tour      |
| 4-6 déc.         | Kowa Queens Cup-Team Match Play         |                         |                                              |
| 9-12 déc.        | Omega Dubai Ladies Masters              | Shanshan Feng           |                                              |

## Classement
| Rang | Joueuse                 | Pays           | Gains (€) |
| ---- | ----------------------- | -------------- | --------- |
| 1    | Shanshan Feng           | Chine          | 399 213   |
| 2    | Melissa Reid            | Angleterre     | 249 151   |
| 3    | Nicole Broch Larsen     | Danemark       | 235 877   |
| 4    | Gwladys Nocera          | France         | 214 066   |
| 5    | Beth Allen              | États-Unis     | 179 011   |
| 6    | Emily Kristine Pedersen | Danemark       | 171 688   |
| 7    | Rebecca Artis           | Australie      | 160 829   |
| 8    | Charley Hull            | Angleterre     | 135 416   |
| 9    | Nanna Koerstz Madsen    | Danemark       | 134 769   |
| 10   | Amy Boulden             | Pays de Galles | 125 634   |